# 베뉘스트 니용가보
베뉘스트 니용가보(Vénuste Niyongabo, 1973년 12월 9일 ~ )는 부룬디의 육상 선수로 1996년 애틀랜타 올림픽 5000m 금메달리스트이다.
2013년으로 봐서 니용가보는 부룬디의 처음이자 단 하나의 올림픽 챔피언이 되었다. 두드러지게 5000m 타이틀을 우승하는 데 대비하여 그 종목에서 2번 밖에 나가지 않았다.
1992년 세계 주니어 선수권에서 1500m 은메달을 딸 때에 육상에서 자신의 첫 명성을 찾았다. 이듬해 자신의 첫 시니어 국제 대회에 나간 그는 그해 슈투트가르트에서 열린 세계 육상 선수권 대회의 1500m 준결승전에서 탈락하였다.
니용가보는 곧 세계에서 최고 1500m 달리기 선수들 중의 하나가 되어 1994년과 1995년에 몇몇의 주요 경주를 우승하였으며, 예테보리에서 열린 세계 육상 선수권 대회에서 동메달을 땄다.
애틀랜타 올림픽에서 니용가보는 1500m에서 가능한 우승 선수로 숙고되었으나, 자신의 동료 디외돈네 크위제라에게 자신의 자리를 상실하고 자신이 우승한 5000m를 달리기로 결정하였다.
올림픽이 끝난 후, 그는 여러 부상을 당하여 다시는 같은 수준들에 도달하지 않았다. 2000년 시드니 올림픽에서 자신의 타이틀을 유지하려 했지만 실패하여 준결승전에서 15위 만을 하였다.
스포츠 경력을 끝낸 후, 이탈리아에서 나이키의 에킨 조를 위하여 일하였다.